# 朝刊さくらい
朝刊さくらい（ちょうかんさくらい）は、HBCラジオで放送されているラジオ番組。放送時間は平日 6:30 - 9:00。

## 概要
1998年4月6日に放送を開始した朝の情報番組で、桜井宏の冠番組でもある。平日の夕方に放送していた「夕刊さくらい〜ニュースのツボ!〜」が前身。2010年1月14日で、放送回数が3000回に到達した。
パーソナリティや一部コーナーの変更はあるものの、番組の基本的な構成は放送開始時から大きな変化はない。
オープニング後には、北海道だけでなく東北地方の太平洋側沿岸主要都市（八戸・宮古・大船渡・石巻・仙台・相馬）の天気もあわせて読み上げられる。
番組開始当初は桜井のパートナーとなる女性アナウンサーは1〜2年程度のサイクルで交替することが目立っていたが、2016年3月以降は佐藤彩で定着している。佐藤はこの番組の後にテレビの昼ニュースを担当したり、2018年9月の北海道胆振東部地震の際は地震発生後にすぐHBCに駆け付け、1時間弱後くらいから昼までずっと速報を読み続けた。
2010年6月より、月曜・水曜・金曜は「月水金アンケート」として各曜日ごとにテーマを設定し、聴取者より意見を募っている。これ以前より火曜・木曜にもテーマ設定がされているため、毎日メッセージテーマが設定されることとなった。
番組内では桜井がトピッカーのキャスタードライバーに対しても様々なネタを提供することが増え、トピッカーのオフィシャルブログでも同様の記述がみられた。
近年は旅行会社とタイアップした海外旅行ツアーを企画し、桜井が同行するため1週間程度不在となる場合があり、不在の間はHBCのアナウンサーが日替わりで代行を務めるが過去には「BAN BAN RADIO」メインDJの高島保がピンチヒッターを担当したこともあったため、一概に代打を務めるのはHBCのアナウンサーのみという訳ではない。　
2010年に聴取率で「オハヨー!ほっかいどう」（STVラジオ）を逆転し現在に至る。

## 放送時間
- 放送開始 - 2002年3月：6:30 - 9:00（第1期）
- 2002年4月 - 2004年3月：6:30 - 8:30[1]
- 2004年4月 - 現在：6:30 - 9:00（第2期）
- 年末年始は7:00 - 8:00に時間短縮されて放送される

## 出演者

### パーソナリティ
- 桜井宏（1998年4月 - ）
- 佐藤彩（北海道放送アナウンサー、2016年3月28日 - ）

### 過去のパーソナリティ
| 期間      | 期間      | 男性   | 女性       |
| --------- | --------- | ------ | ---------- |
| 1998.4.6  | 1999.3.31 | 桜井宏 | 浅野英美   |
| 1999.4.1  | 2001.3.30 | 桜井宏 | 阿部彩子   |
| 2001.4.2  | 2002.3.29 | 桜井宏 | 森理恵     |
| 2002.4.1  | 2003.3.31 | 桜井宏 | 岸本尚実   |
| 2003.4.1  | 2004.3.31 | 桜井宏 | 邑田みさき |
| 2004.4.1  | 2005.3.31 | 桜井宏 | 佐々木美佳 |
| 2005.4.1  | 2007.3.30 | 桜井宏 | 邑田みさき |
| 2007.4.2  | 2008.9.30 | 桜井宏 | 森理恵     |
| 2008.10.1 | 2009.9.30 | 桜井宏 | 船越ゆかり |
| 2009.10.1 | 2011.2.25 | 桜井宏 | 室谷香菜子 |
| 2011.2.28 | 2012.9.28 | 桜井宏 | 堰八紗也佳 |
| 2012.10.1 | 2014.7.4  | 桜井宏 | 大栗麻未   |
| 2014.7.7  | 2016.3.25 | 桜井宏 | 宮地麻理子 |
| 2016.3.28 | 現在      | 桜井宏 | 佐藤彩     |

### コメンテーター
通常は全員が電話による出演だが、まれにスタジオ出演することもある。

#### 桜井宏・今朝の三枚おろし
- 月曜：蜂谷涼（作家）
- 火曜：舘浦あざらし（作家・イラストレーター）
- 水曜：諏訪裕紀（弁護士）令和6年10月30日から。
- 木曜：木村光江（クッキングスクール講師）
- 金曜：和田哲（街歩き研究家）

#### 過去
- 水曜：諏訪裕滋（弁護士・作家）、番組開始から出演。令和6年10月26日逝去。
- 木曜：相馬暁（農学博士・農業研究者）
- 金曜：伊東徹秀（コピーライター・地域プランナー）

#### 朝刊さくらいプラス1
- 月曜：岩本勉
- 水曜：當瀬規嗣（札幌医科大学教授）
- 木曜：川合孝治
- 金曜：富井義夫

#### 過去
- 水曜：丸山淳士（医師）「ドクター丸山の病気なんてぶっとばせ!」（「朝刊さくらいホームドクター」として番組が主催する健康セミナーの講演も担当していたが2022年4月13日に死去。この日は水曜日で丸山が出演する予定であったが急遽中止となり翌週の放送で丸山の訃報が伝えられた）
- 金曜：岩本賢一（2003年 - 2021年9月3日）

## 現在の主なコーナー
6時台
　  朝イチファイターズ情報
7時台
彩の彩りモーニング
- 佐藤が担当するコーナー（この間、桜井は原則として登場しないが年末年始の短縮放送時には挨拶を兼ねて出演する）。

コンサドーレ&ファイターズ情報
桜井宏・今朝の三枚おろし
- 日替わりのゲストと電話をつなぎ、テーマに沿ってトークを行う。
- ゲストごとに、以下の通りサブタイトルがある。

- 月曜：「蜂谷涼のあの人に逢いたい!」
- 火曜：「舘浦あざらしの朝から旅日記」
- 水曜：「諏訪裕滋の早起き法律事務所」
- 木曜：「みーやんの北海道を丸ごと食べつくそう!」
- 金曜：「和田哲の古地図と歩く!」

北海道ひと物語
- 主に北海道新聞（「ひと」欄）や日本農業新聞などで取り上げられた人物を紹介し、足跡や業績などを紹介する。
- メッセージテーマに寄せられたメールが多数ある場合、休止してメール紹介に差し替える場合がある。

8時台
話題のアンテナ 日本全国8時です
- 同時間帯にTBSラジオで放送されているワイド番組『森本毅郎・スタンバイ!』の同名コーナーを同時ネット。詳細は当該記事を参照。

朝刊ナンバーズ!今朝の数字 
- ある「数字」にちなんだ話題やニュースを紹介する。

気になるニュースチェック 
- 佐藤が注目したニュースを紹介する。

朝刊さくらいプラス1
- 火曜日を除き、日替わりのゲストと電話をつないでトークを行う。かつては「スポーツプラス1」として放送。
- 火曜日は原則として、テーマメッセージの紹介のみ。
- 曜日ごとに、以下の通りサブタイトルがある。

- 月曜：「ガンちゃんの毎度!」
- 火曜：「メールDE見え～る北海道!」
- 水曜：「健康情報」 - 本コーナーのみポッドキャスト配信を実施。
- 木曜：「コンサ井戸端会議」
- 金曜：「世界遺産1枚の写真」

ネクストフォーカス 
- 生活に役立つグッズを中心に、毎日1つの商品を紹介する。
- ラジオショッピングではないため、商品紹介サイトや販売店の案内はするが、購入受付は行わない。